# Acide gadotérique
L'acide gadotérique, commercialisé sous le nom de Dotarem entre autres, est un agent de contraste pour l'IRM à base de gadolinium (GBCA) macrocyclique. Il se compose d'un ion gadolinium (Gd 3+) chélaté par l'acide organique DOTA, administré sous forme de sel de méglumine (gadoterate meglumine). Le gadolinium étant paramagnétique, il développe un moment magnétique lorsqu'il est soumis à un champ magnétique en IRM, et se liant à une molécule d'eau réduit le temps de relaxation T1 (et dans une certaine mesure T2 & T2*) de ses protons , augmentant l'intensité du signal (luminosité).

## Usage
Il est utilisé entre autres pour l'imagerie des vaisseaux sanguins — angiographie pour visualiser une vascularisation anormale (ex. : sténose) — et des tissus — perméabilité de la barrière hémato-encéphalique (ex. : lésion intracrânienne) — en particulier en IRM cérébrale et de la colonne vertébrale chez les patients adultes et pédiatriques (plus de 2 ans). Il est administré par voie intraveineuse en bolus, manuellement ou par injection assistée.

## Effets indésirables
Il est retenu dans le cerveau à un niveau détectable dès une injection de dose standard (0,1 mmol/kg), en moindre quantité que d'autres GBCAs. Des études in vitro l'ont trouvées significativement moins neurotoxique que les agents linéaires testés.
Dans une étude datant de 2020, Clariscan était retenu davantage dans le cerveau, cervelet, rein et foie de rats que ceux injectés Dotarem, et n'était donc pas bioéquivalent. 
Un cas de fibrose néphrogénique systémique (ou fibrose induite par le gadolinium) a été reporté chez une personne insuffisante rénale chronique de stade 3.

## Disponibilité
Dotarem est introduit par Guerbet en 1989, et approuvé dans ~ 70 pays en 2013,
GE Healthcare lance un générique sous le nom de Clariscan en Europe en 2017, à la suite de la suspension de son autre GBCA (et des autres agents linéaires) Omniscan par l'AEM. 